# Woodside East
Woodside East és una concentració de població designada pel cens dels Estats Units a l'estat de Delaware. Segons el cens del 2000 tenia 2.174 habitants.

## Demografia
Segons el cens del 2000, Woodside East tenia 2.174 habitants, 752 habitatges, i 557 famílies. La densitat de població era de 490,9 habitants/km².
Dels 752 habitatges en un 46,1% hi vivien nens de menys de 18 anys, en un 46,8% hi vivien parelles casades, en un 20,6% dones solteres, i en un 25,8% no eren unitats familiars. En el 18,9% dels habitatges hi vivien persones soles el 3,6% de les quals corresponia a persones de 65 anys o més que vivien soles. El nombre mitjà de persones vivint en cada habitatge era de 2,89 i el nombre mitjà de persones que vivien en cada família era de 3,28.
Per edats la població es repartia de la següent manera: un 34,7% tenia menys de 18 anys, un 9,2% entre 18 i 24, un 30,8% entre 25 i 44, un 18,5% de 45 a 60 i un 6,7% 65 anys o més.
L'edat mediana era de 30 anys. Per cada 100 dones de 18 o més anys hi havia 86,5 homes.
La renda mediana per habitatge era de 32.431 $ i la renda mediana per família de 32.344 $. Els homes tenien una renda mediana de 29.750 $ mentre que les dones 19.865 $. La renda per capita de la població era de 13.542 $. Aproximadament el 15% de les famílies i el 16,1% de la població estaven per davall del llindar de pobresa.

## Poblacions més properes
El següent diagrama mostra les poblacions més properes.